# Die albanische Jungfrau

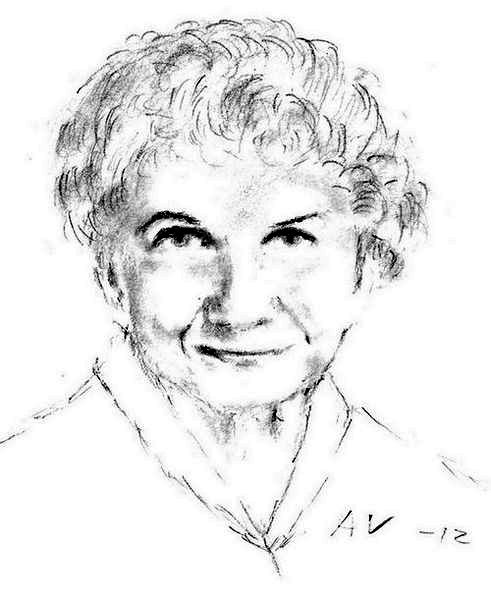
Alice Munro, Nobelpreis für Literatur 2013

Die albanische Jungfrau (im Original The Albanian Virgin) ist eine Short Story von Alice Munro aus dem Jahr 1994, in der verschiedene Erzählungen miteinander verschränkt werden. The Albanian Virgin zählt zu den meistpublizierten Werken der Autorin. Munro hat 2006 in einem Interview zum Thema im Titel der Kurzgeschichte geäußert, dass es sie interessiert, wie Frauen leben.
In den 1920er Jahren spielt die Geschichte, die davon handelt, dass eine Touristin unfreiwilligerweise eine Urlaubsreise verlängert, die sie per Schiff an der westlichen Balkanküste beginnt. Nach einem Unfall in der Grenzregion zwischen Montenegro und Albanien lebt sie mehr als ein Jahr mit den Bewohnern des Landes zusammen und übernimmt bestimmte Aufgaben, die ihr zugewiesen werden. Bis sie von einem Franziskaner außer Landes gebracht wird. Das Erzählen dieser Geschichte soll einen Entwurf für ein Drehbuch liefern. Zu Gehör gebracht wird die Geschichte in einem Krankenhaus in Vancouver Mitte der 1960er Jahre, wo die Ich-Erzählerin diese Kundin ihres Buchladens an drei Nachmittagen besucht. Über die Hintergründe und die Beweggründe für diese Besuche wird eine zweite Geschichte erzählt, die mit dem Buchladen ebenso zu tun hat wie mit der Vergangenheit und der Zukunft der Erzählerin. Die erste und die zweite Geschichte sowie weitere Episoden werden mittels Rückblenden und durch Verschränkungen thematischer Art miteinander verbunden. Das Ende deutet die Auflösung eines biografischen Rätsels bezüglich der Kundin und ihres Partners an.

## Interpretationen
Renate Schostack sieht Munros diskrete Kunst am Werk, die sich durch kleinste Spannungselemente auszeichne. Schostack nennt als Beispiel einen Satz, der das zuvor Erzählte in einem neuen Licht erscheinen lasse. Bei Munro sei immer das nur Angedeutete das Aufregende. In diesem Fall etwa sei es die kontrastierende Darstellung des Lebens jüngerer und älterer Menschen.
In ihrer Analyse des Werks argumentiert Georgiana M. M. Colvile, dass der Text eine filmische Struktur hat, weil es sich um eine Montage zweier Geschichten handelt, die teils abwechselnd und teils parallel erzählt werden. Von neun Sequenzen gehören fünf zur Lottar-Story, darunter die erste und die letzte Sequenz, die anderen vier ordnet Colvile der Claire-Story zu. Während Lottars Episoden im Wesentlichen chronologisch voranschreiten, werden Claires Episoden nicht chronologisch erzählt. Zu Beginn überwiegen diejenigen von Lottar und ab der vierten, der mit 21 Seiten längsten Sequenz, übernimmt Claires Geschichte die Führung bis zum Ende der Story. Die Lottar-Episoden werden immer kürzer. Die Abenteuer von Lottar würden gespiegelt mit denjenigen von Claire, so Colvile. Der unzuverlässige Erzähler sei extradiegetisch und homodiegetisch und durch ein kurzes Gedicht auf der vorletzten Seite werde klar, dass die Geschichte in einer Rückschau erzählt wird. Albanien als Region fungiere etwa wie Illyrien in Shakespeares Komödie des Crossdressing und der Doppelgänger, Was ihr wollt, insofern das Land hinreichend weit entfernt bleibe, um es fiktional beliebig ausschmücken zu können.

## Ausgaben und Versionen
- „The Albanian Virgin“ wurde zuerst in der Doppelausgabe des The New Yorker vom 27. Juni / 4. Juli 1994 publiziert.
- In einer weiter ausgearbeiteten Fassung ist die Story enthalten in Open Secrets (1994). Außerdem wurde sie aufgenommen in Selected Stories (1996), No Love Lost (2003), Vintage Munro (2004) und Alice Munro’s Best: A Selection of Stories (2006).
- Auf Deutsch ist die Erzählung Teil der Sammlung Offene Geheimnisse in der Übersetzung von Karen Nölle-Fischer, zuerst verlegt bei Klett-Cotta in Stuttgart, 1996.

Die Versionen sind weitgehend identisch. Gestrichen wurde im dritten Abschnitt der Satz „Back when I was young“, ergänzt hingegen, dass eine Geschichte aus den 1920er Jahren erzählt wird. Im fünfzehnten Abschnitt, der am dritten Besuchsnachmittag spielt, wurde ein Satz eingefügt, der die abschweifenden Gedanken der Buchhändlerin ergänzt durch die Überlegung, wie ihr etwas normaler zu werden scheint und es dennoch weniger verständlich ist. Aus neunzehn werden achtzehn Abschnitte, indem ein Abschnitt der vorigen Fassung zeitlich vorgezogen und als imaginierte Vorschau in einen bestehenden Absatz integriert wird. Der letzte Abschnitt ist in beiden Fassungen identisch und besteht aus einem einzigen Satz. Im Sammelband Alice Munro's Best (2006) umfasst das Werk eine Länge von 40 Seiten.